# Danići
Danići (cyr. Данићи) – wieś w Bośni i Hercegowinie, w Republice Serbskiej, w gminie Gacko. W 2013 roku liczyła 42 mieszkańców.